# 1995年至1996年NBA赛季
1995-96赛季是NBA第50个赛季。由于隆重的50周年庆典（包括NBA50大巨星的评选）都安排在下个赛季举行，本赛季的目光都集中到了复出不久的飞人乔丹身上。乔丹带领芝加哥公牛刷新了常规赛获胜记录（87.8%），最终以4-2击败西雅图超音速，时隔兩年重获总冠军。

## 本赛季值得关注的事
- 随着飞人迈克尔·乔丹的复出以及联盟篮板王丹尼斯·罗德曼的加盟，菲尔·杰克逊教练带领芝加哥公牛队以常规赛72胜10负（87.8%）取得當時NBA史上最佳成绩[2]，超越了由洛杉矶湖人保持了24年的记录（1971-72赛季，69胜13负）[1]。同年季后赛，公牛队15胜3负，并在最后的总决赛4-2击败前来挑战的西雅图超音速获得球队历史上第四个总冠军。總計公牛單季的常規賽和季后赛战绩为87胜13负，勝率為87%，至今仍為NBA史上最佳成绩。

- 本赛季NBA联盟中只有三支球队曾经击败过公牛队两次或以上，包括印第安那步行者（两次都是在常规赛），纽约尼克斯（一次在常规赛，一次在季后赛）和西雅图超音速（常规赛一次，总决赛两次）。

- 本赛季奥兰多魔术（73.2%）和西雅图超音速（78.0%）都取得了球队历史最佳常规赛成绩，魔术更是首次突破60场胜仗，不过他们分别在东部决赛和总决赛输给了芝加哥公牛。

- NBA50年后首度回归加拿大，多伦多猛龙和温哥华灰熊成为了继NBA首个赛季的多伦多爱斯基摩人后第二、第三支加入NBA的加拿大球队。不过六年后灰熊就迁离了温哥华。

- 1996年NBA全明星赛在德州的圣安东尼奥举行，东部明星队129-118击败西部明星队，迈克尔·乔丹获得复出后的首个NBA大奖——全明星赛MVP。

- 本赛季波士顿凯尔特人队首次使用新主场舰队中心（即现在的TD北方银行花园）。

- 本赛季西雅图超音速队首次使用新主场钥匙竞技场。

- 本赛季波特兰开拓者队首次使用新主场玫瑰花园。

- 魔术师约翰逊在赛季中曾复出为洛杉矶湖人队打了32场比赛。

## 常规赛各赛区成绩

### 东部联盟
| 球队            | 胜 | 负 | 胜率 | 落后场次 |
| --------------- | -- | -- | ---- | -------- |
| 奥兰多魔术（2） | 60 | 22 | .732 | -        |
| 纽约尼克斯（5） | 47 | 35 | .573 | 13       |
| 迈阿密热火（8） | 42 | 40 | .512 | 18       |
| 华盛顿子弹      | 39 | 43 | .476 | 21       |
| 波士顿凯尔特人  | 33 | 49 | .402 | 27       |
| 新泽西网        | 30 | 52 | .366 | 30       |
| 费城76人        | 18 | 64 | .220 | 42       |

| 球队                | 胜 | 负 | 胜率 | 落后场次 |
| ------------------- | -- | -- | ---- | -------- |
| 芝加哥公牛(1)-C     | 72 | 10 | .878 | -        |
| 印第安那步行者（3） | 52 | 30 | .634 | 20       |
| 克里夫兰骑士（4）   | 47 | 35 | .573 | 25       |
| 亚特兰大鹰（6）     | 46 | 36 | .561 | 26       |
| 底特律活塞（7）     | 46 | 36 | .561 | 26       |
| 夏洛特黄蜂          | 41 | 41 | .500 | 31       |
| 密尔沃基雄鹿        | 25 | 57 | .305 | 47       |
| 多伦多猛龙          | 21 | 61 | .256 | 51       |

### 西部联盟
| 球队                | 胜 | 负 | 胜率 | 落后场次 |
| ------------------- | -- | -- | ---- | -------- |
| 圣安东尼奥马刺（2） | 59 | 23 | .720 | -        |
| 犹他爵士（3）       | 55 | 27 | .671 | 4        |
| 休斯顿火箭（5）     | 48 | 34 | .585 | 11       |
| 丹佛掘金            | 35 | 47 | .427 | 24       |
| 達拉斯獨行俠        | 26 | 56 | .317 | 33       |
| 明尼苏达森林狼      | 26 | 56 | .317 | 33       |
| 温哥华灰熊          | 15 | 67 | .183 | 44       |

| 球队                | 胜 | 负 | 胜率 | 落后场次 |
| ------------------- | -- | -- | ---- | -------- |
| 西雅图超音速（1）   | 64 | 18 | .780 | -        |
| 洛杉矶湖人（4）     | 53 | 29 | .646 | 11       |
| 波特兰开拓者（6）   | 44 | 38 | .537 | 20       |
| 菲尼克斯太阳（7）   | 41 | 41 | .500 | 23       |
| 萨克拉门托国王（8） | 39 | 43 | .476 | 25       |
| 金州勇士            | 36 | 46 | .439 | 28       |
| 洛杉矶快船          | 29 | 53 | .354 | 35       |

|  | 赛区冠军 |

|  | 进入季后赛 |

C 最后的总冠军
（1）-(8) 种子排名

## 各项数据统计首位
| -            | 球员                   | 球队         | -     |
| 平均每场得分 | 迈克尔·乔丹            | 芝加哥公牛   | 30.4  |
| 平均每场篮板 | 丹尼斯·洛文            | 芝加哥公牛   | 14.9  |
| 平均每场助攻 | 约翰·斯托克顿          | 犹他爵士     | 11.2  |
| 平均每场抢断 | 加里·佩顿              | 西雅图超音速 | 2.9   |
| 平均每场盖帽 | 迪肯贝·穆托姆博        | 丹佛掘金     | 4.5   |
| 投篮命中率   | 格奥尔基·穆雷桑        | 华盛顿子弹   | 58.4% |
| 罚球命中率   | 穆罕默德·阿卜杜·拉乌夫 | 丹佛掘金     | 93.0% |
| 三分命中率   | 蒂姆·莱格勒            | 华盛顿子弹   | 52.2% |

## NBA年度奖项及阵容
- 最有价值球员：迈克尔·乔丹（芝加哥公牛）
- 最佳新秀：达蒙·斯塔德迈尔（多伦多猛龙）
- 最佳防守球员：加里·佩顿（西雅图超音速）
- 最佳第六人：托尼·库科奇（芝加哥公牛）
- 进步最快球员：乔吉·穆雷森（华盛顿子弹）
- 最佳教练：菲尔·杰克逊（芝加哥公牛）

NBA最佳第一阵容：
- 前锋-卡尔·马龙（犹他爵士）
- 前锋-斯科特·皮蓬（芝加哥公牛）
- 中锋-大卫·罗宾逊（圣安东尼奥马刺）
- 后卫-迈克尔·乔丹（芝加哥公牛）
- 后卫-安芬尼·哈达威（奥兰多魔术）

NBA最佳第二阵容：
- 前锋-肖恩·坎普（西雅图超音速）
- 前锋-格兰特·希尔（底特律活塞）
- 中锋-哈基姆·奥拉朱旺（休斯顿火箭）
- 后卫-加里·佩顿（西雅图超音速）
- 后卫-约翰·斯托克顿（犹他爵士）

NBA最佳第三阵容：
- 前锋-查尔斯·巴克利（菲尼克斯太阳）
- 前锋-朱万·霍华德（华盛顿子弹）
- 中锋-沙奎尔·奥尼尔（奥兰多魔术）
- 后卫-米奇·里奇蒙德（萨克拉门托国王）
- 后卫-雷杰·米勒（印第安那步行者）

NBA最佳防守第一阵容：
- 前锋-丹尼斯·罗德曼（芝加哥公牛）
- 前锋-斯科特·皮蓬（芝加哥公牛）
- 中锋-大卫·罗宾逊（圣安东尼奥马刺）
- 后卫-迈克尔·乔丹（芝加哥公牛）
- 后卫-加里·佩顿（西雅图超音速）

NBA最佳防守第二阵容：
- 前锋-霍里斯·格兰特（奥兰多魔术）
- 前锋-德里克·麦奇（印第安那步行者）
- 中锋-哈基姆·奥拉朱旺（休斯顿火箭）
- 后卫-穆奇·布雷洛克（亚特兰大鹰）
- 后卫-鲍比·菲尔斯（克里夫兰骑士）

NBA最佳新秀阵容：
- 达蒙·斯塔德迈尔（多伦多猛龙）
- 乔·史密斯（金州勇士）
- 杰里·斯塔克豪斯（费城76人）
- 安东尼奥·麦克戴斯（丹佛掘金）
- 阿尔维德斯·萨博尼斯（波特兰开拓者）
- 迈克尔·芬利（菲尼克斯太阳）

NBA最佳新秀第二阵容：
- 拉希德·华莱士（华盛顿子弹）
- 凯文·加内特（明尼苏达森林狼）
- 布莱恩特·里弗斯（温哥华灰熊）
- 布伦特·巴里（洛杉矶快船）
- 蒂尤斯·艾德利（萨克拉门国王）

## 参看
1. 1 2  参看NBA常规赛最佳胜率排名.
2. ↑  此記錄於2015-16賽季被金州勇士隊以73勝9負（89%）的記錄打破，但勇士也在同年季后赛成為史上首支在總冠軍賽從3比1領先被逆轉擊敗的隊伍；同時勇士在單季常規賽及季後賽88勝18敗的勝率.830亦未能超越1995-96年芝加哥公牛87勝13敗的勝率.870。